# ハゲタカ (小説)
『ハゲタカ』は、作家・真山仁による経済小説シリーズ。第1作『ハゲタカ』が2004年（平成16年）にダイヤモンド社より刊行されたのち、講談社よりシリーズ化された。既刊5作品およびスピンオフ2作品。バブル崩壊後の日本を舞台に、当時「ハゲタカファンド」と呼ばれた短期的な利益獲得のみを目的とした投資ファンドと、それを取り巻く人や金を描いている。
第1作と第2作『バイアウト』（文庫化時に『ハゲタカII』へ改題）を原作として、2007年にNHK総合とBSハイビジョン「土曜ドラマ」でテレビドラマ化（ハゲタカ (2007年のテレビドラマ)、主演は大森南朋）。2009年には続編となる映画も製作された。2018年にはテレビ朝日（主演は綾野剛）で再ドラマ化。2019年には、スピンオフ作品『ハゲタカ4.5 スパイラル』がテレビ東京で『スパイラル〜町工場の奇跡〜』のタイトル（主演は玉木宏）でドラマ化された。

## 概要
主にバブル崩壊後の1997年-2004年（ハゲタカ）・2005年-2006年（ハゲタカII）の日本を舞台としている。本2作品は、外資系バイアウト・ファンド（ハゲタカファンド）マネージャー鷲津政彦、および銀行員から企業再生家（ターンアラウンドマネージャー）に転じる芝野健夫を中心として、彼らが不良債権処理や企業買収を行う姿を軸に話が展開する。このことから、一見するとハゲタカ外資と国内資本の対立をテーマとした小説のように受け取られる可能性がある。しかしながら、作者自身はこの作品のテーマについて、「言い訳をしながら生きることはもう止めよう」と述べている。つまり、作者が描きたかったものは「勇気を持って日本の国が抱える問題を正視」する鷲津や芝野の姿勢である。
この作品に登場する架空の企業のそれぞれモデルになった企業は以下のとおりである。
このことは、読者が本2作品に親しみやすくする効果を持っているが、作品中に書かれている記述はあくまで架空のものであることに留意が必要である。
- ホライズンキャピタル - リップルウッド、ユニゾンキャピタル、KKR
- 三葉銀行 - 三和銀行
- ミカドホテル -金谷ホテル
- 太陽製菓 - 東ハト
- 足助銀行 - 足利銀行
- 鈴紡 - カネボウ
- 月華 - 花王
- シャイン - キヤノン
- 曙電機 - 富士通を中心に大手電機8社（日立製作所、パナソニック、東芝、三菱電機、ソニー、シャープ、NEC、富士通）
- ゴールドバーグ・コールズ - ゴールドマン・サックス
- KKL - コールバーグ・クラビス・ロバーツ
- プラザ・グループ - カーライル・グループ

## 作品リスト
ハゲタカシリーズ
- ハゲタカ（2004年12月）
- ハゲタカII（バイアウト 改題）（2006年4月）
- レッドゾーン（2009年4月、初出：『小説現代』2008年3月号 - 2009年3月号）
- ハゲタカIV グリード（グリード 改題）（2013年10月）
- シンドローム（2018年8月、初出：『週刊ダイヤモンド』2015年11月 - 2018年2月）

スピンオフ作品
- ハゲタカ4.5 スパイラル（ハゲタカ外伝 スパイラル 改題）（2015年7月）
- ハゲタカ2.5 ハーディ（2017年11月、初出：『IN★POCKET』2008年8月号 - 2010年4月号、2010年12月号 - 2011年5月号）

## あらすじ

### ハゲタカ
鷲津政彦は、ニューヨークでハゲタカファンドの世界に身を投じ、ゴールデン・イーグル（イヌワシ）と異名をとる凄腕ファンドマネージャーとなった。彼は、外資系投資ファンド「ホライズン・キャピタル」の代表取締役として1997年に日本へ帰国した。当時、大手都市銀行の三葉銀行は不良債権処理の一環としてバルクセール（不良債権の一括売却）を予定しており、三葉銀行資産流動対策室長・芝野健夫と鷲津政彦とは取引の当事者同士として出会う。
バルクセール終了後、芝野は、ターンアラウンドマネージャー（企業再生家）として鷲津の元で働くよう誘われるが、鷲津の人柄に相容れないものを感じて断る。芝野はまた、三葉銀行の体質に疑問を持ったため、退職し、栃木県のスーパーマーケットのターンアラウンドマネージャーに転じる。
一方、鷲津は不良債権処理だけでは飽き足らず、本格的な企業買収に乗り出す。芝野の元上司であった三葉銀行専務の飯島亮介と裏の繋がりをつけた鷲津は、破綻した東京相愛銀行や債務超過していた大手菓子メーカー・太陽製菓などの買収に成功した。しかしながら、政府系地域再生ファンドを隠れ蓑として、日光の全面的な再開発計画を立てたものの、日本政府の干渉によって断念することになった。
以上の経緯の後で、鷲津が芝野と飯島に接近した本当の理由は、ビジネスに関するものではなく個人的なものであったことが明かされる。

### ハゲタカII
前作の最後で取った行動のため、命に危険を感じた鷲津は日本から1年間離れて放浪していた。帰国後、名門企業と謳われた鈴紡を最初の買収対象にした鷲津だが、鈴紡のメインバンクのUTB銀行（元の三葉銀行）と対立することになる。UTB銀行の頭取に就任していた飯島は、最高事業再構築者責任者(CRO)として芝野を鈴紡へ送り込む。
鈴紡の処理が決まった約1年後、芝野は経営不振に苦しむ総合電機メーカー・曙電機のCROに就任していた。カリスマ経営者・滝本誠一郎率いる日本を代表する優良企業シャインや「将軍」こと元アメリカ国防長官のウィリアム・カッツェンバック率いる米国の巨大軍産ファンドであるプラザ・グループによる曙電機獲得の嵐に、芝野と鷲津は巻き込まれていく。

### レッドゾーン
前作における将軍との戦い以降、鷲津はいつまでも変わらない日本という国に対する憤りを感じていた。そんな時、鷲津達のもとに賀一華と名乗る人物が接触する。
中国における若手ファンドマネージャーである賀一華による日本最大の自動車メーカーである「アカマ自動車」の買収劇。アカマ自動車内部の分裂、中国政府の関与など様々な利害が渦巻く中、鷲津は史上最大の買収決戦に臨んでいく。

### ハゲタカIV グリード
リーマンショック直前、鷲津はアメリカ経済を長きに渡り牽引してきた超巨大企業、アメリカン・ドリーム（AD）社の買収を目論んでいた。その前に圧倒的財力を誇る「市場の守り神」ことサミュエル・ストラスバーグが立ち塞がる。国家権力まで使ったストラスバーグの買収妨害に遭った鷲津は、アメリカに宣戦布告。AD社破綻のXデーに向けウォール街が動揺し、来たる金融危機に向けアメリカ政府も動き出す中、鷲津の胸にはある衝撃的な戦略が秘められていた。

## 登場人物

### 主要人物
鷲津政彦
職歴: ジャズピアニスト → KKLディーラー → ホライズン・キャピタル（社長→会長）→ サムライ・キャピタル代表
芝野健夫
職歴: 三葉銀行（船場支店→ニューヨーク支店→（中略）→営業企画部→資産流動対策室長）→えびす屋（専務→社長）→ 鈴紡CRO → 曙電機CRO → マジテックCRO → アカマ自動車CRO
飯島亮介
職歴: 三葉銀行（船場支店営業課長→（中略）→大阪本店取締役→常務総合企画部長→専務）→ UTB銀行（副頭取→頭取）→ ニッポン・ルネッサンス機構総裁
松平貴子
職歴: ミカドホテル従業員（ローザンヌホテル大学留学）→ロイヤル・センチュリーホテル・ジャパン→ミカドホテルグループ社長→ミカドホールディングス社長→リゾルテ・ドゥ・ビーナス支配人
リン・ハットフォード
職歴: ゴールドバーグ・コールズ（日本法人副社長→（中略）→米国本社副社長）→ サムライ・キャピタル会長

## モデルとなった現実の出来事
括弧内は小説作中の架空企業
- 1998年10月23日 日本長期信用銀行（日本長期債権銀行）が金融再生法による一時国有化。後に、リップルウッド（リッキーウォーター）を中心とする投資組合に売却され、2000年6月に新生銀行（新蘇銀行）となる。
- 1998年12月13日 日本債券信用銀行（日本信用債権銀行）が金融再生法による一時国有化。後に、ソフトバンク・オリックスなどからなる投資グループに売却され、2001年4月にあおぞら銀行（おおぞら銀行）となる。
- 1999年6月12日 東京相和銀行（東京相愛銀行）が破綻。金融整理管財人による管理下に入る。2001年6月に東京スター銀行へ営業譲渡。
- 2001年4月2日 三和銀行（三葉銀行）、東海銀行（中日銀行）、東洋信託銀行（東亜信託銀行）の合併によるUFJホールディングス（UTBファイナンシャルグループ）発足。
- 2003年3月14日 東ハト（太陽製菓）が民事再生法の適用を申請し倒産。プレパッケージ型再生手続。
- 2003年5月17日 りそな銀行（りそあ銀行）に預金保険法第102条第1項第1号に基づく資本注入が決定。
- 2003年11月29日 足利銀行（足助銀行）に預金保険法第102条第1項第3号を適用。一時国有化。
- 2003年10月23日 カネボウ（鈴紡）と花王（月華）との事業統合を発表。労働組合の反対などの影響を受けるが、のち分割によりカネボウ化粧品およびカネボウブランドが譲渡される（2006年2月）。
- 2004年3月10日 産業再生機構（ニッポン・ルネッサンス機構）によるカネボウ支援が正式に決定。

## 書誌情報
ハゲタカシリーズ
- ハゲタカ 上（2004年12月、ダイヤモンド社、ISBN 978-4-478-93048-9）
  - ハゲタカ（上）（2006年3月15日、講談社文庫、ISBN 978-4-06-275352-4）
  - 新装版 ハゲタカ（上）（2013年9月13日、講談社文庫、ISBN 978-4-06-277652-3）

- ハゲタカ 下（2004年12月、ダイヤモンド社、ISBN 978-4-478-93061-8）
  - ハゲタカ（下）（2006年3月15日、講談社文庫、ISBN 978-4-06-275353-1）
  - 新装版 ハゲタカ（下）（2013年9月13日、講談社文庫、ISBN 978-4-06-277653-0）

- バイアウト（上）（2006年4月22日、講談社、ISBN 978-4-06-282008-0）
  - ハゲタカII（上）（2007年3月15日、講談社文庫、ISBN 978-4-06-275687-7）
  - 新装版 ハゲタカII（上）（2013年10月16日、講談社文庫、ISBN 978-4-06-277671-4）

- バイアウト（下）（2006年4月22日、講談社、ISBN 978-4-06-282009-7）
  - ハゲタカII（下）（2007年3月15日、講談社文庫、ISBN 978-4-06-275689-1）
  - 新装版 ハゲタカII（下）（2013年10月16日、講談社文庫、ISBN 978-4-06-277672-1）

- レッドゾーン（上）（2009年4月25日、講談社、ISBN 978-4-06-215433-8）
  - レッドゾーン（上）（2011年6月15日、講談社文庫、ISBN 978-4-06-276992-1）

- レッドゾーン（下）（2009年4月25日、講談社、ISBN 978-4-06-215434-5）
  - レッドゾーン（下）（2011年6月15日、講談社文庫、ISBN 978-4-06-276993-8）

- グリード 上（2013年10月30日、講談社、ISBN 978-4-06-218464-9）
  - ハゲタカIV グリード （上）（2015年6月12日、講談社文庫、ISBN 978-4-06-293077-2）

- グリード 下（2013年10月30日、講談社、ISBN 978-4-06-218464-9）
  - ハゲタカIV グリード （下）（2015年6月12日、講談社文庫、ISBN 978-4-06-293078-9）

- シンドローム（上）（2018年8月3日、講談社、ISBN 978-4-06-512706-3）
- シンドローム（下）（2018年8月3日、講談社、ISBN 978-4-06-512705-6）

スピンオフ作品
- ハゲタカ外伝 スパイラル（2015年7月3日、ダイヤモンド社、ISBN 978-4-478-02937-4）
  - 【改題】ハゲタカ4.5 スパイラル（2018年9月14日、講談社文庫、ISBN 978-4-06-512971-5）

- ハゲタカ2.5 ハーディ（上）（2017年11月15日、講談社文庫、ISBN 978-4-06-293807-5）
- ハゲタカ2.5 ハーディ（下）（2017年11月15日、講談社文庫、ISBN 978-4-06-293804-4）

## テレビドラマ（NHK）
NHK総合およびNHK BSハイビジョンの「土曜ドラマ」枠にて、2007年2月17日から3月24日まで毎週土曜日に放送された。連続6回。原作は『ハゲタカ』『バイアウト』。

### 映画
テレビドラマの続編としてテレビドラマとほぼ同キャスト・スタッフにより映画が製作され、東宝配給で2009年6月6日に公開された。原作は『ハゲタカ』『ハゲタカII』『レッドゾーン』。

## テレビドラマ（テレビ朝日）
テレビ朝日系の「木曜ドラマ」枠にて、2018年7月19日から9月6日まで毎週木曜日21時 - 21時54分に放送された。連続8回。原作は『ハゲタカ』『ハゲタカII』。

## テレビドラマ（テレビ東京）
『スパイラル〜町工場の奇跡〜』と題し、テレビ東京系の「ドラマBiz」枠にて2019年4月15日から毎週月曜日22時 - 22時54分に放送。原作は『ハゲタカ4.5 スパイラル』。